# گابریل روسیلو
گابریل روسیلو (به انگلیسی: Gabriel Rosillo؛ زادهٔ ۴ ژانویهٔ ۱۹۹۹) یک کشتی‌گیر فرنگی‌کار اهل کشور کوبا است. وی در المپیک ۲۰۲۰ توکیو به نمایندگی از کشور کوبا شرکت کرد.
از افتخارات وی می‌توان به کسب مدال طلا قهرمانی کشتی جهان ۲۰۲۳ و مدال برنز بازی‌های المپیک ۲۰۲۴ پاریس اشاره کرد.

### کشتی قهرمانی جهان ۲۰۱۹
این مسابقات اولین تجربه خارج از قاره ای گابریل روسیلو بود که در دور اول بالاس کیس از مجارستان را ۹ بر صفر شکست داد و سپس در یک کشتی نزدیک با نتیجه ۵ بر ۴ در مقابل ساروی از ایران باخت و با توجه به باخت ساروی به الکسانیان از رقابت ها حذف شد.

### المپیک ۲۰۲۰ توکیو
در این مسابقات گابریل روسیلو در دور اول با نتیجه ۳ بر ۱ مقابل آروی ساوولاینن از فنلاند شکست خورد و با توجه به شکست کشتیی گیر فنلاندی، از چرخه رقابت ها حذف شد و در رتبه سیزدهم وزن ۹۷ کیلوگرم المپیک ایستاد.

### کشتی قهرمانی جهان ۲۰۲۳
گابریل روسیلو در قهرمانی کشتی جهان ۲۰۲۳ بلگراد در دور نخست پیتر اوهلر از آلمان را مغلوب کرد، سپس آرتور سارگسیان از روسیه، رستم آساکالوف از ازبکستان و ابوبکر خصلاخاناو از بلاروس را از پیش رو برداشت و در مرحله نیمه نهایی محمدهادی ساروی از ایران را مغلوب کرد و در مسابقه پایانی موفق شد آرتور الکسانیان ارمنستانی را شکست دهد و به مقام قهرمانی جهان برسد.

### المپیک ۲۰۲۴ پاریس
روسیلو در وزن ۹۷ کیلوگرم کشتی فرنگی المپیک ۲۰۲۴ پاریس حاضر بود که در کشتی های اول و دوم لوکاس لازوگیانیس از آلمان و آروی ساوولاینن از فنلاند را شکست داد اما در نیمه نهایی به آرتور آلکسانیان از ارمنستان باخت و به دیدار رده‌بندی رفت. وی در دیدار رده‌بندی رستم آساکالوف از ازبکستان را شکست داد و مدال برنز را بدست آورد.